# Tenis en Reino Unido
El tenis ha tenido una gran tradición en el Reino Unido desde finales del siglo XIX, pero en la era de la competición abierta sus logros han sido moderados. Andy Murray fue el primer tenista británico en ganar un torneo de Grand Slam, Wimbledon 2013, tras 77 años de sequía para un británico, desde que Fred Perry lo consiguiera en 1936. Sin dudas Andy Murray ha sido la gran figura del tenis británico en dicha era, siendo el No. 1 del ranking ATP en 2016, seguido de Tim Henman y el canadiense nacionalizado Greg Rusedski. Jamie Murray (hermano de Andy) fue el primer británico en alcanzar el puesto No. 1 de ranking de dobles, en 2016.
Actualmente Kyle Edmund, Daniel Evans y Cameron Norrie lideran la generación joven. 
A nivel de representación nacional el Equipo de Copa Davis del Reino Unido ha ganado la Copa 10 veces; 9 veces entre 1902 y 1936, y en 2015 por primera vez en el formato moderno, gracias a Andy Murray quien ganó todos las series y partidos disputados en el año.

## Mejores en el ranking ATP en individuales masculino

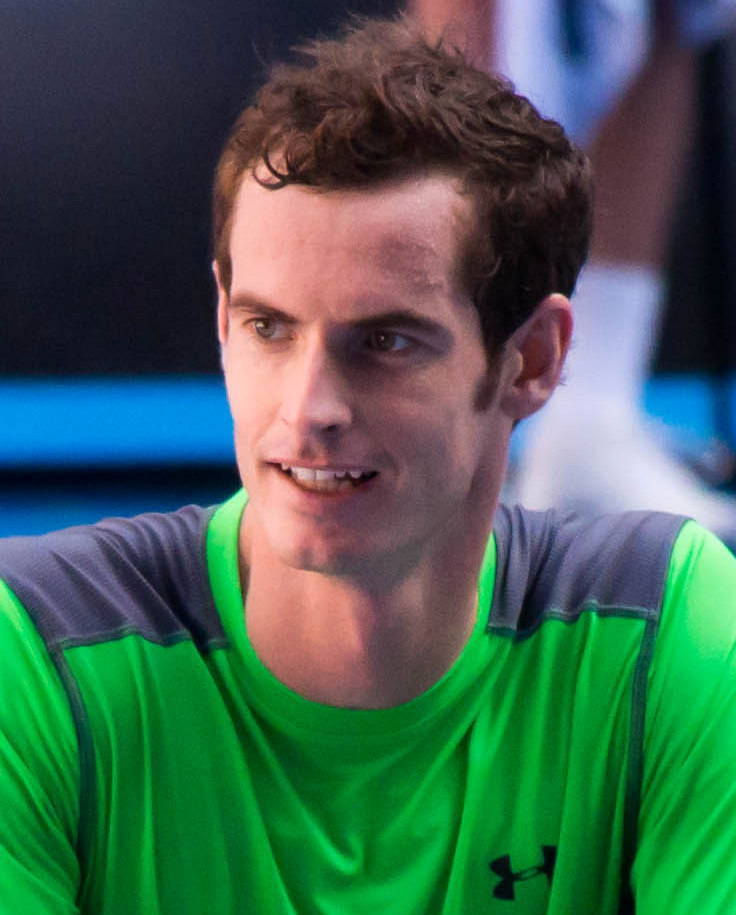
Andy Murray el mejor tenista británico de la historia

Tenistas británicos que han figurado entre los 50 mejores del ranking ATP.
| Singlista        | Mejor puesto | Año  | Títulos |
| ---------------- | ------------ | ---- | ------- |
| Andy Murray      | 1°           | 2016 | 44      |
| Tim Henman       | 4°           | 2002 | 11      |
| Greg Rusedski    | 4°           | 1997 | 15      |
| Jack Draper      | 4°           | 2025 | 3       |
| Roger Taylor     | 8°           | 1970 | 6       |
| Cameron Norrie   | 8°           | 2022 | 5       |
| Mark Cox         | 13°          | 1977 | 8       |
| Kyle Edmund      | 14°          | 2018 | 0       |
| Buster Mottram   | 15°          | 1983 | 2       |
| Daniel Evans     | 21°          | 2023 | 2       |
| John Lloyd       | 21°          | 1978 | 1       |
| Colin Dowdeswell | 31°          | 1983 | 1       |
| Jacob Fearnley   | 49°          | 2025 | 0       |

## Tenista N°1 del Reino Unido en el ranking ATP al finalizar la temporada
| Temporada | Jugador        | Ranking |
| --------- | -------------- | ------- |
| 1970      | Roger Taylor   | 16º     |
| 1971      | Roger Taylor   | 34º     |
| 1972      | Mark Cox       | 22º     |
| 1973      | Roger Taylor   | 16º     |
| 1974      | Mark Cox       | 30.º    |
| 1975      | Mark Cox       | 25º     |
| 1976      | Mark Cox       | 17º     |
| 1977      | Buster Mottram | 20º     |
| 1978      | Buster Mottram | 28º     |
| 1979      | Buster Mottram | 32.º    |

| Temporada | Jugador          | Ranking |
| --------- | ---------------- | ------- |
| 1980      | Buster Mottram   | 45.º    |
| 1981      | Buster Mottram   | 72.º    |
| 1982      | Buster Mottram   | 24.º    |
| 1983      | Colin Dowdeswell | 33º     |
| 1984      | John Lloyd       | 32.º    |
| 1985      | John Lloyd       | 42.º    |
| 1986      | Andrew Castle    | 127.º   |
| 1987      | Jeremy Bates     | 89.º    |
| 1988      | Neil Broad       | 131.º   |
| 1989      | Jeremy Bates     | 96.º    |

| Temporada | Jugador       | Ranking |
| --------- | ------------- | ------- |
| 1990      | Jeremy Bates  | 126°    |
| 1991      | Jeremy Bates  | 168°    |
| 1992      | Jeremy Bates  | 105°    |
| 1993      | Greg Rusedski | 50°     |
| 1994      | Jeremy Bates  | 77°     |
| 1995      | Greg Rusedski | 37°     |
| 1996      | Tim Henman    | 29°     |
| 1997      | Greg Rusedski | 6°      |
| 1998      | Tim Henman    | 7°      |
| 1999      | Tim Henman    | 11°     |

| Temporada | Jugador     | Ranking |
| --------- | ----------- | ------- |
| 2000      | Tim Henman  | 10°     |
| 2001      | Tim Henman  | 9°      |
| 2002      | Tim Henman  | 8°      |
| 2003      | Tim Henman  | 15°     |
| 2004      | Tim Henman  | 6°      |
| 2005      | Tim Henman  | 36°     |
| 2006      | Andy Murray | 17°     |
| 2007      | Andy Murray | 11°     |
| 2008      | Andy Murray | 4°      |
| 2009      | Andy Murray | 4°      |

| Temporada | Jugador      | Ranking |
| --------- | ------------ | ------- |
| 2010      | Andy Murray  | 4°      |
| 2011      | Andy Murray  | 4°      |
| 2012      | Andy Murray  | 3°      |
| 2013      | Andy Murray  | 4°      |
| 2014      | Andy Murray  | 6°      |
| 2015      | Andy Murray  | 2°      |
| 2016      | Andy Murray  | 1°      |
| 2017      | Andy Murray  | 16°     |
| 2018      | Kyle Edmund  | 14°     |
| 2019      | Daniel Evans | 42°     |

| Temporada | Jugador        | Ranking |
| --------- | -------------- | ------- |
| 2020      | Daniel Evans   | 32°     |
| 2021      | Cameron Norrie | 12°     |
| 2022      | Cameron Norrie | 14°     |
| 2023      | Cameron Norrie | 18°     |
| 2024      | Jack Draper    | 15°     |
| 2025      |                |         |

## Mejor participación en los torneos de Grand Slam
- Notas: Los jugadores representaban a Reino Unido durante el torneo. En dobles es considerado al menos un(a) británico(a). Actualizado hasta septiembre de 2022.

| Categoría                    | Abierto de Australia                        | Torneo de Roland Garros                                                         | Campeonato de Wimbledon                                                       | Abierto de los Estados Unidos         |
| ---------------------------- | ------------------------------------------- | ------------------------------------------------------------------------------- | ----------------------------------------------------------------------------- | ------------------------------------- |
| Individual masculino         | Ganado (1912, 1915, 1919, 1929, 1934)       | Ganado (1891, 1935)                                                             | Ganado (1877-1906, 1908, 1909, 1934, 1935, 1936, 2013, 2016)                  | Ganado (1903, 1933, 1934, 1936, 2012) |
| Individual femenino          | Ganado (1935, 1958, 1972)                   | Ganado (1933, 1934, 1955, 1957, 1959, 1961, 1966, 1976)                         | Ganado (1884-1904, 1906, 1908-1914, 1924, 1926, 1934, 1937, 1961, 1969, 1977) | Ganado (1891, 1892, 1930, 1968, 2021) |
| Dobles masculino             | Ganado (1905, 1911, 1912, 1934, 2016, 2020) | Ganado (1933)                                                                   |                                                                               |                                       |
| Dobles femenino              |                                             | Ganado (1928, 1931, 1935, 1936, 1937, 1938, 1956, 1957, 1963, 1968, 1969, 1973) |                                                                               |                                       |
| Dobles mixto                 |                                             |                                                                                 |                                                                               |                                       |
| Individual masculino juvenil |                                             | Ganado (1965, 1972)                                                             |                                                                               |                                       |
| Individual femenino juvenil  |                                             |                                                                                 |                                                                               |                                       |
| Dobles masculino juvenil     |                                             |                                                                                 |                                                                               |                                       |
| Dobles femenino juvenil      |                                             |                                                                                 |                                                                               |                                       |

## Galería de tenistas destacados
Tenistas británicos Top 20 en individuales y Top 1 en dobles. 
|               |
| Roger Taylor. |

|                |
| Greg Rusedski. |

|             |
| Tim Henman. |

|               |
| Jamie Murray. |

|              |
| Andy Murray. |

|               |
| Neal Skupski. |

|              |
| Kyle Edmund. |

|                 |
| Cameron Norrie. |

|              |
| Jack Draper. |

- Datos: Q30915133
- Multimedia: Tennis in the United Kingdom / Q30915133